# Bernhard von Plehwe
Bernhard Joachim von Plehwe (* 23. Oktober 1792 in Dwarischken, Kreis Pillkallen; † 15. Februar 1858 in Königsberg) war ein preußischer Generalleutnant, Kommandeur der 1. Division und Ehrenbürger der Stadt Treptow an der Rega.

## Leben

### Herkunft
Sein Großvater war Joachim von Plehwe (um 1712–1788), Erb- und Gerichtsherr von Dwarischken, Ratsherr und Bürgermeister von Pillkallen, im Siebenjährigen Krieg preußischer Capitain der Landmiliz.
Seine Eltern waren der Herr auf Dwarischken Otto Siegfried von Plehwe (1748–1810) und dessen Ehefrau Katharina Caroline, geborene Heinz (1770–1804). Nach dem Tod der Mutter heiratete der Vater 1805 Esther Christiane Heinz (1780–1866). Der Vater war auch ein Bruder des Generalmajors Karl Bernhard von Rosenbusch geb. von Plehwe.

### Militärlaufbahn

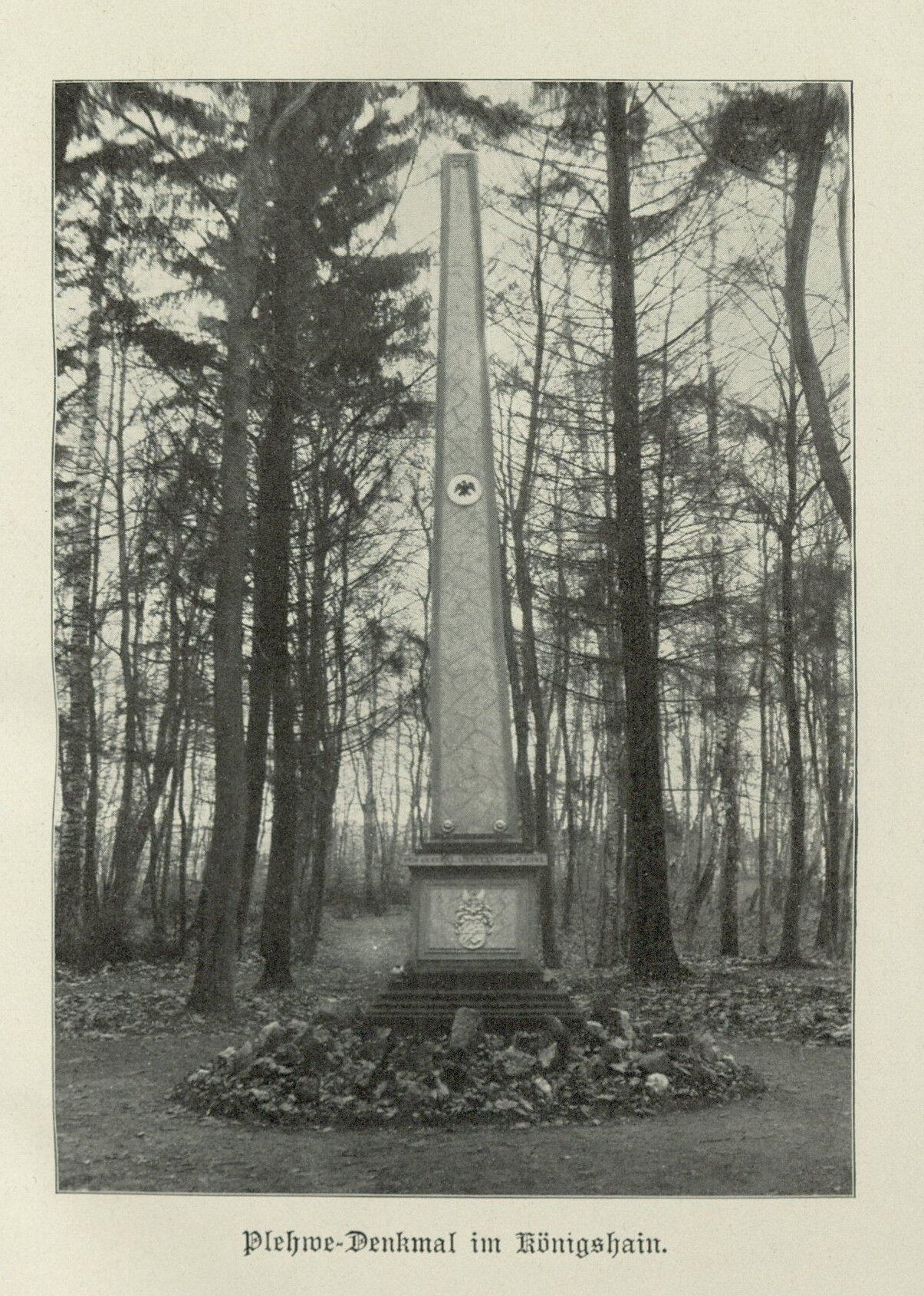
Plehwe-Denkmal im Königshain in Treptow an der Rega, um 1910. Das Denkmal ist nicht erhalten.

Plehwe besuchte ab Juli 1805 das Kadettenhaus in Berlin und wurde am 17. Juli 1811 als Portepeefähnrich in der Normal-Dragoner-Eskadron der Preußischen Armee angestellt. Am 12. Mai 1812 avancierte er zum Sekondeleutnant befördert und im Mai 1813 wurde er zum 2. Brigadeadjutant ernannt. Im September 1813 kam er dann als Adjutant zum leichten Garde-Kavallerie-Regiment. Während der Befreiungskriege kämpfte Plehwe in den Schlachten bei Großgörschen, Bautzen, Kulm, Leipzig, Brienne, Paris sowie den Gefechten bei Borna, Waldau und Arcis-sur-Aube. Für Bautzen erhielt Plehwe das Eiserne Kreuz II. Klasse und wurde am 14. September 1815 zum Premierleutnant befördert.
Nach dem Krieg stieg er am 18. August 1818 zum Rittmeister und Eskadronchef im Garde-Kürassier-Regiment auf. Am 30. März 1834 wurde er als Major dem Garde-Kürassier-Regiment aggregiert sowie am 30. März 1838 zum etatmäßigen Stabsoffizier ernannt. Mit seiner Beförderung zum Oberstleutnant beauftragte man Plehwe am 7. April 1842 mit der Führung des 4. Ulanen-Regiments und ernannte ihn am 10. Januar 1843 zum Regimentskommandeur. In dieser Stellung erfolgte am 22. März 1845 die Beförderung zum Oberst. Vom 13. Mai 1848 bis zum 5. April 1854 fungierte er als Kommandeur der 1. Kavallerie-Brigade. Zwischenzeitlich hatte man ihn am 19. April 1851 zum Generalmajor befördert und am 6. August 1851 mit dem Roten Adlerorden II. Klasse mit Eichenlaub ausgezeichnet. Am 6. April 1854 wurde Plehwe als Kommandeur in die 2. Division versetzt und dort am 13. Juli 1854 zum Generalleutnant befördert. Am 10. Mai 1855 wurde er dann Kommandeur der 1. Division. Am 12. September 1856 erhielt er den Stern zum Roten Adlerorden II. Klasse mit Eichenlaub. Am 3. August 1857 wurde er mit einem Ehrensold von 50 Talern Senior des Eisernen Kreuzes II. Klasse. Unter Verleihung des Roten Adlerordens I. Klasse mit Eichenlaub wurde Plehwe am 1. Dezember 1857 mit der gesetzlichen Pension zur Disposition gestellt.
Bernhard Joachim von Plehwe war der Begründer des Krankenhauses der Barmherzigkeit und der Königshalle in Königsberg in Preußen.
Bei einem Duell mit einem Verwandten, dem Kürassierleutnant Conrad Jachmann, kam er am 15. Februar 1858 ums Leben.

### Familie
Plehwe heiratete am 26. Juli 1816 in Neubrandenburg Georgine Krüger (1791–1866), eine Tochter des Bürgers und Schönfärbers Samuel Hartwig Krüger. Das Paar hatte zwei Söhne:
- Bernhard (1823–1895), Leutnant und Landwirt, heiratete Clara, die Tochter des Generallandschaftsrats R. Jachmann
- Karl (1825–1886), preußischer Generalmajor, zuerst verheiratet mit Helene von Pusch, dann mit Alma von Borcke

Der preußische Oberlandesgerichtspräsident und Kanzler Karl Ludwig von Plehwe war Bernhard Joachims Neffe.